# بخش لینکلن (شهرستان مورو، اوهایو)
بخش لینکلن (به انگلیسی: Lincoln Township) یک منطقهٔ مسکونی در ایالات متحده آمریکا است که در شهرستان مورو، اوهایو واقع شده‌است.
 بخش لینکلن ۵۹٫۳ کیلومتر مربع مساحت و ۲٬۰۶۳ نفر جمعیت دارد و ۳۲۳ متر بالاتر از سطح دریا واقع شده‌است.